# Jenne Warrink
Jenne Warrink (1960) is een  Nederlands voormalig korfbalcoach. Hij won in dienst van Koog Zaandijk een aantal nationale en internationale prijzen.

## Coachingscarrière

### TOP Sassenheim
In 2000 werd Warrink de hoofdcoach bij TOP uit Sassenheim. Hij verving hier Hugo van den Haak, die slechts 1 seizoen coach was geweest.
Na 2 seizoenen stopte Warrink als hoofdcoach en werd Gert-Jan Kraaijeveld aangenomen als nieuwe coach voor de ploeg.

### Meervogels
In Seizoen 2005-2006 was Warrink samen met Frits Broers de coach van De Meervogels. In dit seizoen speelde de ploeg in de nieuw opgerichte Korfbal League, de hoogste Nederlandse zaalcompetitie. Echter degradeerde de ploeg in dit seizoen terug naar de Hoofdklasse.

### Koog Zaandijk
In 2007 werd Warrink benaderd door Koog Zaandijk om de nieuwe hoofdcoach te worden. Hij verving hiermee vertrekkend coach Jan Hof en Warrink kwam bij de club in een interessante periode.
Koog Zaandijk was in 2006 Hoofdklasse kampioen geworden en promoveerde hierdoor naar de Korfbal League. Seizoen 2006-2007 was het eerste seizoen van de club in de league en daarin had de ploeg het lastig. De ploeg moest play-downs spelen om zich te handhaven in de league, maar handhaafde zich desondanks.
In seizoen 2007-2008 ging Koog Zaandijk, onder Warrink, zijn 2e seizoen in bij de Korfbal League. De ploeg had zich versterkt met een aantal spelers zoals Tim Bakker, Kim Cocu en een aantal jonge spelers vanuit eigen jeugd debuteerden, zoals Rick Voorneveld. In dit seizoen deed Koog Zaandijk het erg goed en aan het eind van de competitie stond de ploeg op een gedeelde 1e plaats. Hierdoor kwam de ploeg in de play-offs terecht en speelde tegen PKC. In de best-of-3 serie won KZ in 2 wedstrijden en plaatste zich zodoende voor de zaalfinale. In de finale was DOS'46 de tegenstander en KZ won de finale met 18-16, waardoor de club pas in zijn tweede seizoen in de league al kampioen was geworden. Na afloop van het seizoen werden verschillende prijzen aan de club uitgereikt - Voorneveld werd het Talent van het Jaar, de ploeg werd uitgeroepen tot Meest Spectaculaire ploeg en Warrink werd bekroond tot Coach van het Jaar.
In het seizoen erna, 2008-2009 speelde KZ eerst de Europacup van 2009 als de Nederlandse deelnemer. De ploeg doorliep de poulefase en plaatste zich voor de finale tegen het Belgische Boeckenberg. KZ won de finale met 22-18 waardoor het nu ook Europees kampioen was geworden. In de eigen Nederlandse zaalcompetitie werd KZ 3e en speelde het de play-offs tegen Dalto. KZ won de serie in 2 wedstrijden, waardoor de ploeg zich voor het tweede jaar op rij plaatste voor de zaalfinale. In deze finale verloor KZ van DOS'46 met 26-23. In de veldcompetitie plaatste de ploeg zich ook voor de veldfinale. In deze finale won KZ met 23-22 van Deetos, waardoor de ploeg ook een Nederlandse veldtitel pakte.
Seizoen 2009-2010 was het 3e jaar van Warrink als hoofdcoach bij KZ. De ploeg deed het wederom goed en plaatste zich, als nummer 1 van de competitie, voor de play-offs. In de play-off serie won de ploeg van PKC in 2 wedstrijden en stond zodoende voor het 3e jaar op rij de zaalfinale. Dit maal was Dalto de tegenstander en KZ won de eindstrijd met 22-20.
Na dit seizoen en na 2 zaaltitels besloot Warrink te stoppen bij de club. Remco Boer werd de nieuwe coach van de club.

### Roda
In 2011 werd Warrink de nieuwe hoofdcoach bij Roda uit Westzaan. Deze ploeg speelde in de zaal 1e klasse en op het veld 2e klasse.
Hij was hier coach t/m 2013

### Return bij Koog Zaandijk
In seizoen 2011-2012 was Warrink de coach bij Roda, maar in februari 2012 werd bij Koog Zaandijk coach Harold Jellema ontslagen vanwege een gebrek aan chemie. De club vroeg Warrink, om samen met Wim Bakker interim het seizoen af te maken. Warrink accepteerde de job en loodsde Koog Zaandijk op sterke wijze naar de play-offs. KZ won in de play-offs van Fortuna en stond zodoende weer in de zaalfinale. In de finale won KZ met 20-19 van PKC waardoor de club in een onrustig seizoen toch landskampioen was geworden.
Na het seizoen te hebben afgemaakt werd Gerald Aukes de nieuwe coach bij Koog Zaandijk en Warrink kon zich weer volledig richten op Roda.

## Erelijst
- Nederlands kampioen zaalkorfbal, 2x (2008, 2010)
- Nederlands kampioen veldkorfbal, 1x (2009)
- Europacup kampioen zaalkorfbal, 1x (2009)
- Prijs voor Beste Coach, 1x (2008)